# Gunabhadra (misjonarz buddyjski)
Gunabhadra (ur. 394, zm. 468; skt Guṇabhadra, chiń. 求那跋陀羅 Qiúnàbátuóluó) – buddyjski misjonarz i tłumacz działający w Chinach.
Pochodził z rejonu Magadhy w Indiach z kasty bramińskiej.
W wieku pięciu lat rozpoczął naukę astrologii, literatury, medycyny. Praktykował również mantry. Po przestudiowaniu "Traktatu Serca" z Abhidharmy postanowił całkowicie wejść na drogę Buddy i został mnichem.
Następnie poświęcił się studiowaniu Tripitaki, jednak wkrótce zaczął studiować nauki mahajany. Po głębokim zrozumieniu Sutry Mahapradżniaparamity oraz Sutry Mahāvaipulya o Ozdobie Buddy całkowicie poświęcił się nauczaniu innych. Nawrócił także swojego ojca na buddyzm.
W 435 roku Gunabhadra drogą morską udał się do Chin. Cesarz Wen (文帝) wysłał specjalnego posłańca, który powitał go i zaprosił do klasztoru Qihuan (祇洹寺) w Jiankangu (建康), obecnym Nankinie.
Wkrótce przy pomocy Huiyuana (慧嚴) i Huiguana (慧觀, 363-443) oraz uczniów przetłumaczył Samyuktagamę, która jest jedną z czterech agam w chińskim kanonie.
Życie Gunabhadry w Chinach objęło panowanie trzech cesarzy: Wena, Xiaowu (孝武帝) i Minga (明帝). Wszyscy trzej wysoce szanowali tego mnicha. Ze względu na jego wkład w rozwój nauk mahajany w Chinach, był nazywany Mahajaną.
Gunabhadra przetłumaczył pięćdziesiąt dwie sutry w 134 zwojach; były wśród nich:
- Śrīmālādevi Sūtra (勝鬘師子吼一乘大方便方廣經 lub 勝鬘經 Shèngmánjīng) (436 rok)
- Laṅkāvatāra Sūtra (楞伽阿跋多羅寶經, Lenggie ebaduoluo bao jing) (443 rok)
- Saṃyuktâgamasūtra (雜阿含經 Zá āhán jīng) w klasztorze Wǎguān (瓦官寺) w Yangdu (楊都)

W dniu swojej śmierci zobaczył niebiańskie kwiaty oraz wyobrażenia buddy Amitabhy.